# Phacellodomus dorsalis
Phacellodomus dorsalis е вид птица от семейство Furnariidae. Видът е световно застрашен, със статут Уязвим.

## Разпространение
Видът е разпространен в Перу.